# Дмитриев, Николай Фёдорович (художник)
Никола́й Фёдорович Дми́триев (9 марта 1933, Москва — 12 августа 1948) — советский художник.

## Биография
Родился в семье художников по текстилю. Начал рисовать в 1938 году.
С 1946 года увлёкся работой в технике акварели. Г. С. Верейский прислал Николаю книгу-альбом «Рисунки В. А. Серова» с надписью: «Будущему художнику Коле Дмитриеву».
В 1947 году Дмитриев был переведён в третий класс Московской средней художественной школы имени В. И. Сурикова (МСХШ), где он учился два года у педагога Антонины Петровны Сергеевой, ученицы В. А. Серова.
За два месяца в деревне Репинка Калининской (ныне Тверской) области создал около 150 акварелей (преимущественно пейзажей) и рисунков.
Погиб в результате несчастного случая на охоте (ружье товарища якобы само выстрелило Дмитриеву прямо в висок) 12 августа 1948 года в возрасте 15 лет и 5 месяцев. Расследование не проводилось. Возможность убийства не исключается.
Троюродная сестра - теннисистка и спортивный комментатор А. В. Дмитриева (Отец Николая Дмитриева, Фёдор Николаевич, был двоюродным братом В. В. Дмитриева.).
Племянник Николая Дмитриева — лингвист Алексей Гиппиус.